# Wilhelm Brehmer

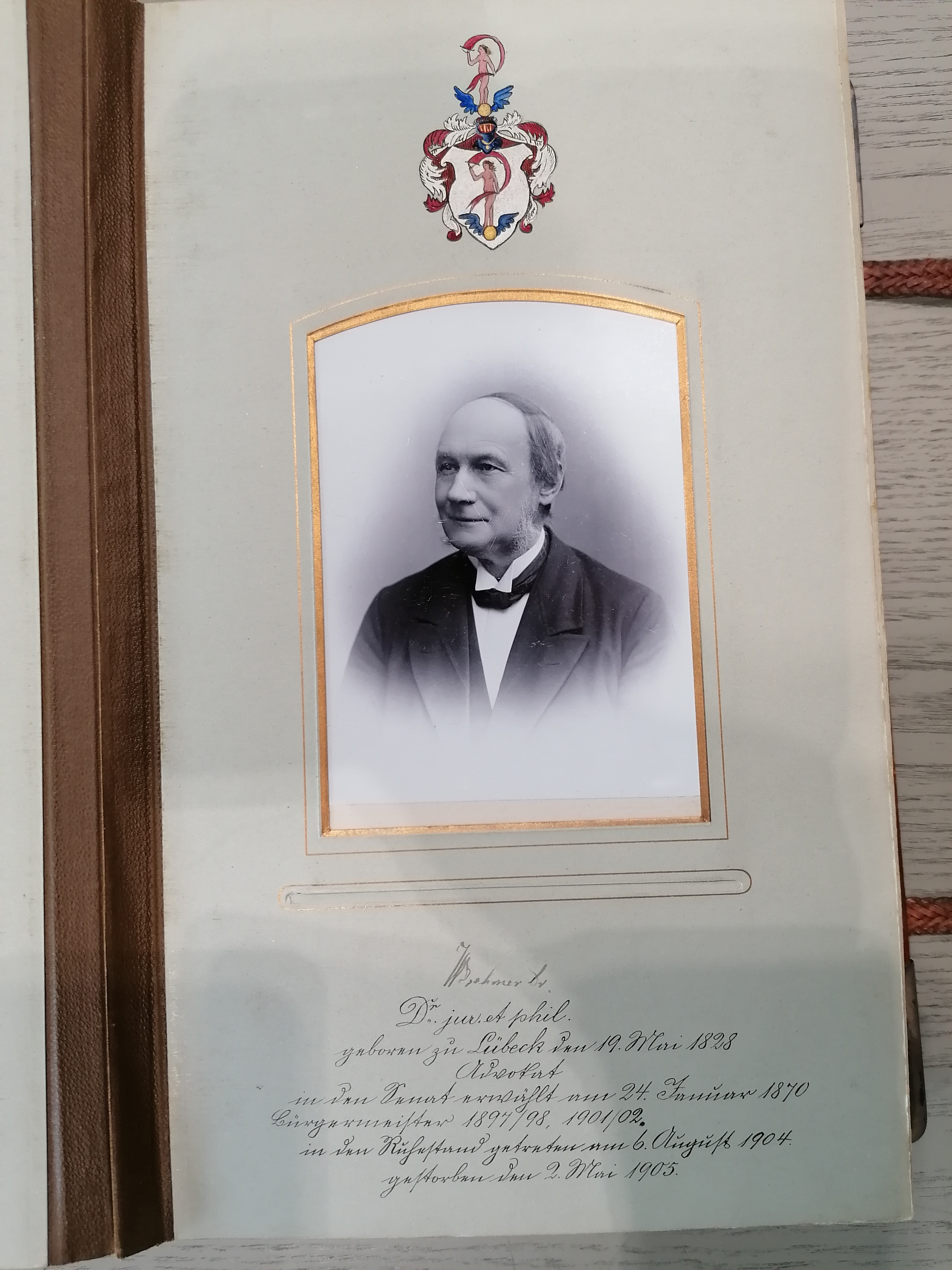
Wilhelm Brehmer

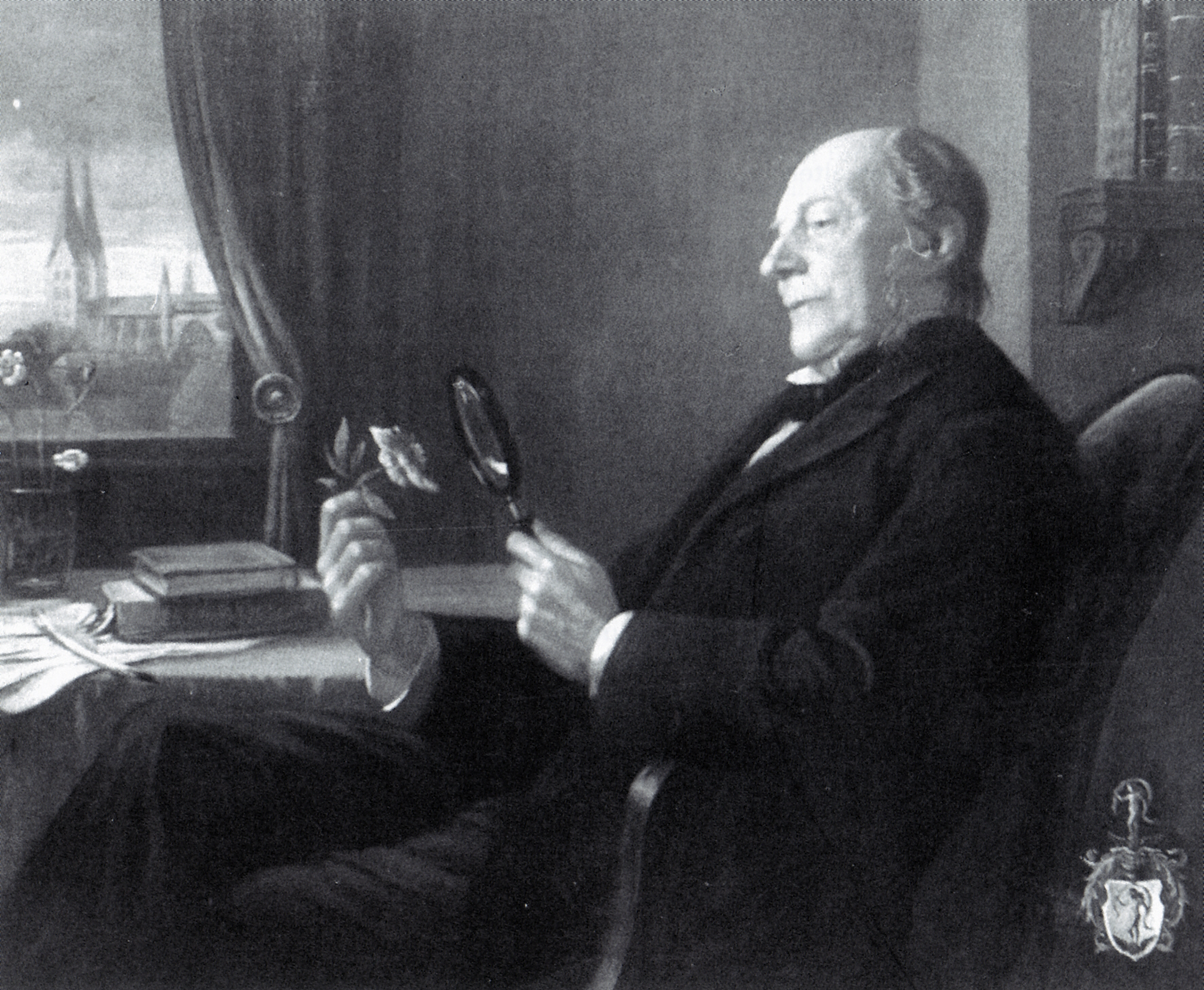
Porträt von Albert Lang

Wilhelm Brehmer (* 19. Mai 1828 in Lübeck; † 2. Mai 1905 ebenda) war ein Senator und Bürgermeister der Hansestadt Lübeck.

## Leben
Wilhelm Brehmer war der Sohn des Bürgermeisters Heinrich Brehmer und dessen Ehefrau Wilhelmine (geborene Behn).
Brehmer erhielt 1852 seine Zulassung als Advokat und Notar in Lübeck. Bereits im folgenden Jahre wurde er in die Bürgerschaft gewählt, der er bis zu seiner Erwählung in den Senat angehörte. Er fungierte als Wortführer des Bürgerausschusses 1868 sowie der Bürgerschaft 1869. 1868 bis 1871 war er Direktor der Gemeinnützigen Gesellschaft. Seine Wahl in den Senat erfolgte 1870, als sein Vater in den Ruhestand trat. Er leitete die Baudeputation von 1870 bis 1874, das Finanzdepartement von 1879 (Mitglied seit 1871) bis 1896, das Oberschulkollegium von 1871 bis 1872 und von 1885 bis 1886, die Oberschulbehörde von 1887 bis 1896, von 1899 bis 1900 und von 1903 bis 1904, und war Bürgermeister in den Jahren 1897 bis 1898 und 1901 bis 1902.
1879 wurde er nach dem Tod von Wilhelm Mantels dessen Nachfolger als Vorsitzender des Hansischen Geschichtsvereins. In dessen Hansischen Geschichtsblättern und anderen Zeitschriften veröffentlichte er zahlreiche Aufsätze zur Geschichte Lübecks und Mecklenburgs und machte sich um die Erforschung der Geschichte Lübecks, um die Stadtbibliothek und um das Naturhistorische Museum verdient. Zudem war er Mitglied der Lübecker Freimaurerloge Zur Weltkugel. Brehmer beschäftigte sich, wie auch sein Vater, intensiv mit der Botanik und wurde 1884, bereits kurz nach deren Gründung, Mitglied der Deutschen Botanischen Gesellschaft. Ein Teil seines Herbariums liegt heute im BGBM Berlin-Dahlem. Sein botanisches Autorenkürzel lautet W.Brehmer. 1895 organisierte er zusammen mit dem Mediziner Theodor Eschenburg die 67. Versammlung der Gesellschaft Deutscher Naturforscher und Ärzte in Lübeck.
Ende 1897 wurden Wilhelm Christian Cuwie, Wilhelm Brehmer, Hermann Baethcke, Theodor Sartori und Ernst Stiller zu bürgerlichen Mitgliedern der gemeinsamen Kommission zur Ausschreibung des Kaiserdenkmals gewählt. Zu Ersatzleuten hierfür wurden Johannes Daniel Benda und Julius Vermehren bestimmt. Man sollte sich für ein wuchtiges Uechtritzsches Kaiser-Wilhelm-Denkmal entscheiden. Erst Eduard Kulenkamp, Vorsitzender des Vereins von Kunstfreunden, gelang es, die Stadt hiervon zu „befreien“. Als Anerkennung wurde Kulenkamp deshalb zuteil, dass er in die neue Kommission zur Bauordnung für ein Kaiserdenkmal berufen wurde.
1904 trat Wilhelm Brehmer aus gesundheitlichen Gründen in die Ruhestand.
Die Universität Göttingen verlieh ihm 1895 den Ehrendoktor der philosophischen Fakultät. Seine Verdienste wurden 1901 mit der goldenen Ehrendenkmünze „Bene Merenti“ ausgezeichnet. 
Der Wortführer der Lübecker Bürgerschaft Adolf Brehmer war sein jüngerer Bruder.

## Werke
- Lübeckische Häusernamen nebst Beiträgen zur Geschichte einzelner Häuser. H. G. Rathgens, Lübeck 1890.
- Die Straßennamen in der Stadt Lübeck und deren Vorstädten. Lübeck 1889.
- Zusammenstellung der erhaltenen Eintragungen in das älteste Oberstadtbuch, Zeitschrift des Vereins für Lübeckische Geschichte und Alterthums 4 (1884), S. 222–260.